# История освоения минеральных ресурсов США
История освоения минеральных ресурсов США берёт своё начало задолго до возникновения страны под названием Соединённые Штаты Америки. Осваивать минеральные ресурсы начали ещё коренные народы США. Племена ирокезов, мускогов, алгонкин использовали самородную медь, кремень для изготовления ножей, наконечников стрел, украшений и т. д. Уголь и мазут собирали для отопления, медицинских и косметических целей.

## Начало колонизации
С началом колонизации Северной Америки экспедиции испанцев и англичан занялись поисками залежей руд драгоценных металлов. Своей цели они не достигли, но открыли большое количество других полезных ископаемых. Первые письменные упоминания о сборе нефти с поверхности природных источников европейцами относятся к 1543 году. В 1585 году в Северной Каролине впервые были обнаружены залежи железных руд. Во время поисков золота и серебра в районах, прилегающих к реке Миссисипи, были найдены самородная медь и свинец в Иллинойсе, Миссури и в долине реки Огайо. Первые плавки железной руды были сделаны в Виргинии на реке Джеймс в 1622 году, в Массачусетсе в 1645 и в Коннектикуте в 1651, а позже и в Нью-Джерси.
Залежи угля были найдены в 1673 году в Иллинойсе, впрочем, добывать уголь начали только в 1748 году в Виргинии. В 1632 году в Массачусетсе обнаружили первую медную жилу, в 1660 году открыты меднорудные месторождения на озере Верхнее (штат Мичиган). Самородную медь находили также в Нью-Джерси и Пенсильвании. Первая концессия на добычу медной руды в Симсбери (штат Коннектикут) датируется 1709—1773 годами. Добытую руду везли в Англию (в колониях плавить её запрещалось). Разведку и разработку недр в этот период разрешалось вести всем частным лицам и корпорациям при условии уплаты определённой доли добычи британской казне (с конца XVIII века — федеральному правительству США).

## Независимость и индустриализация
Развитие чёрной металлургии в США, начавшееся в XIX веке, способствовало повышению спроса на каменный уголь. Залежи антрацита в Пенсильвании разрабатывались ещё с 1777 года, но активное развитие угольной промышленности началось лишь в 1820-е годы в связи с распространением паровых двигателей и строительством железных дорог. В 1837 году в стране было добыто более 1 млн т антрацита, а перед гражданской войной (1861—1865) уровень добычи достигал 10 млн т ежегодно. В 1821 году вблизи посёлка Фредония в штате Нью-Йорк ударно-канатным способом пробурили скважину, из которой стали получать газ, использовавшийся для освещения жилищ.
В 1840-х годах началась разработка крупных залежей медной руды в районе озера Верхнее. Здесь же в 1844 году было открыто крупнейшее в США месторождение качественных железных руд. Благодаря этому была создана база для бурного развития металлургии в этом регионе (в 1854 году здесь добывали более 1,5 млн т руды, а чугунолитейные заводы действовали во всех восточных штатах). Начиная с 1870 года добыча железной руды удваивалась каждые 15 лет, что привело к созданию двух мощных металлургических баз с центрами в Пенсильвании и Чикаго.
Золото до 1830 года добывалось в США в очень небольших количествах. Позднее начинается разработка золотых залежей в южных штатах, где с 1830 по 1848 годы было получено золота на $700 тыс. После открытия богатых залежей в Калифорнии в 1848 году и начала «золотой лихорадки» годовой показатель добычи превысил $50 млн в год. Добыча серебра в широких масштабах началась с открытием в 1859 году месторождения Комсток в Неваде; в 1861 году стоимость добытого металла составила $2 млн, а в 1865 — $11,2 млн.
Конец 1850-х годов ознаменовался зарождением нефтяной промышленности США. В 1859 году Эдвином Дрейком, возглавлявшим первую в мире нефтяную компанию «Seneka Oil of Connectikut», был получен первый нефтяной фонтан из скважины, пробурённой в Пенсильвании.
На время гражданской войны изыскания практически прекратились и лишь после её окончания начался нефтяной бум. В 1860 году нефть была обнаружена в штатах Кентукки и Огайо, в 1861 — в штате Калифорния, в 1862 — на Среднем Западе (штат Колорадо). Добыча быстро росла. Если в 1859 году на месторождении Ойл-Крик добыли 270 т нефти, то уже в 1875 — 1,6 млн т, а в 1900 году в 15 штатах было получено 8,6 млн т. До конца XIX века основными нефтедобывающими районами были северные штаты — Пенсильвания, Нью-Йорк и Огайо. Открытие многочисленных богатых месторождений в Калифорнии (Коалинг-Ист, 1890; Мидуэй-Сансет, 1894; Мак-Китрик, 1896; Керн-Ривер, 1899; и др.), вместе с бурным развитием городов на Тихоокеанском побережье привели к тому, что к 1901 году Калифорния по добыче нефти вышла на 1-е место в стране и удерживала его до 1913 года.
В 1865 году для эксплуатации газовых залежей в районе Фредонии была создана первая в США газовая компания. В эти годы в штатах Нью-Йорк и Пенсильвания был открыт ряд газовых залежей на глубинах до 150 м, а в 1870 году построен первый газопровод из деревянных труб диаметром 317 мм протяжённостью 40 км от месторождения Блумфилд в г. Рочестер в штате Нью-Йорк. Первый газопровод из железных труб протяжённостью 8,8 км был сооружён в 1872 году от месторождения Ньютон в г. Тайтесвилл в штате Пенсильвания. К началу XX века газовые месторождения были открыты уже в 17 штатах, но основным центром добычи газа был Аппалачский регион. Большую часть газа получали вместе с нефтью, но не использовали.
Открытие во 2-й половине XIX в. больших залежей золота, серебра, меди, железной руды и нефти выдвинуло США в число крупнейших горнодобывающих стран мира. Количество добытого угля с 1840-х годов утраивалось каждое десятилетие и в 1886 году достигло 102 млн т, а к 1913 году выросло ещё в 5 раз. Новые залежи золота были обнаружены в штатах Айдахо, Монтана, Южная Дакота, в Неваде и на Аляске (где взорвалась серия новых «золотых лихорадок»). После Первой мировой войны добыча золота сокращается почти во всех штатах, кроме Южной Дакоты. Серебряная промышленность пережила кризис перепроизводства в 1870-е годах, однако уже в 1875 году серебра было добыто на $32 млн, в 1885 на $51,6 млн, максимальный уровень был достигнут в 1892 году — $82 млн.
В 1882 году был открыт крупнейший в мире медный рудник в Анаконде (штат Монтана). Мощные предприятия действовали также в штатах Юта, Мичиган и Аризона.

## XX век
В начале XX века США добывали более 50 % медной руды мира. В 1900 году страна занимала второе место в мире (после Германии) по добыче цинка (112 тыс. т), в 1920-е годы вышла на первое место. В начале XX века США смогли занять первое место в мире и по добыче нефти. В это время лидером по добыче нефти стала Оклахома, которую в 1930 году опередил штат Техас.
С 1920-х годов корпорации США, действующие в области добычи, переработки и транспортировки минерального сырья, приложили значительные усилия для зарубежной экспансии, получив поддержку федерального правительства. Борьба за источники минерального сырья, прежде всего нефти (что связано с бурным развитием автомобильного транспорта), развернулась главным образом между США и Великобританией. При этом с целью поощрения частного капитала добывающие компании получили ряд финансовых льгот. В период между Первой и Второй мировыми войнами нефтяные монополии США получили доступ к ближневосточной нефти сначала в Ираке (на паях с английским, голландским и французским капиталом), а затем в Бахрейне, Кувейте и Саудовской Аравии. Дипломатия и военная стратегия США на Ближнем Востоке стали определяться прежде всего нефтяными интересами страны. С 1941 года США начало финансировать работы по изучению месторождений стратегического минерального сырья в странах Латинской Америки. В годы Второй мировой войны США вытеснили из Боливии Великобританию, взяв под контроль единственные в то время в Западном полушарии залежи оловянных руд, а затем и другие стратегические источники минерального сырья — месторождения вольфрамовых, свинцовых, стибиевых руд.
Начало 1950-х годов стало переломным в сырьевой политике США. По мере истощения собственных ресурсов американская экономика всё больше ориентируется на активное использование зарубежного сырья. Это, в частности, позволяет сохранять ресурсы страны. В конце 1950 — начале 1960-х годов американские транснациональные компании (ТНК) установили свой контроль над многими источниками важных видов минерального сырья в других странах: руд молибдена, хрома, никеля, вольфрама, марганца, бериллия, меди, урана и др. В связи с нефтяным кризисом 1973 года наметилась тенденция проведения долгосрочной стратегии в области минерального сырья. В США было провозглашено шесть национальных энергетических программ, которые предусматривали сокращение импорта нефти, в первую очередь ближневосточной, режим экономии сырья и топлива, форсированное развитие собственной ресурсной базы, использование богатств Мирового океана и альтернативных источников энергии. Перепроизводство нефти в 1980-х годах позволило США не только перестать наращивать добычу нефти, но и сократить её. Наряду с экономическими соображениями целесообразности импорта сырья при этом преследовались и стратегические цели — сохранять собственные запасы углеводородного сырья. Вместе с тем, понимая экономическую и стратегическую опасность значительного привязки страны к ближневосточной нефти, США стремятся к диверсификации источников поставок нефти и увеличение уровня самообеспеченности топливно-энергетическими и другими ресурсами.
В 1984 году в США насчитывалось 7626 шахт и карьеров (кроме угольных), из которых 296 добывали руды металлов, а другие — нерудного сырья. Основную долю добычи полезных ископаемых обеспечивают открытые разработки. Карьерным способом добывали около 85 % руд и 62 % угля. Большинство предприятий имели мощность от 10 до 100 тыс. тонн в год. По числу объектов горных разработок на первом месте находился песок и гравий, затем глины, урановые руды, золото. В конце XX века в десятку крупнейших горных предприятий страны входили компании по добыче медных и железных руд. Общее потребление минерального сырья приближается в США к 10 млрд тонн в год.

## Статистика
В конце XX века США входили в число мировых лидеров по добыче нефти, газа, руд урана, железа, титана, ванадия, меди, свинца, цинка, молибдена, вольфрама, бериллия, лития, золота, серебра, фосфоритов, калийных солей, борных руд, флюорита, серы и барита. В то же время страна почти не имеет собственных запасов марганцевых и хромовых руд, бокситов, руд никеля, кобальта, ртути, сурьмы, олова, тантала, ниобия и асбеста. Запасы меди, марганца, никеля, кобальта и некоторых других ресурсов могут быть существенно увеличены за счёт использования бедных руд и руд океанического дна. Из 40 основных видов минерального сырья только по 18 США обеспечивают себя на 50 % и более. Экономика США зависит от импорта 68 видов сырья, и эта тенденция, очевидно, сохранится в будущем.
В 1999 году по доказанным запасам нефти страна занимает третье место на Американском континенте (после Венесуэлы и Мексики), по доказанным запасам газа — 1-е место. Существует тенденция увеличения запасов природного газа в США. По оценкам British Petroleum на 2003 год в США запасы нефти составляют 30 млрд барр., доля в мировых запасах — 3 %, будущий продуктивный период — 11 лет. Запасы газа — 5 трлн м³, доля в мире — 3 %, годы добычи — 7 лет. США обладают крупнейшими в мире подтверждёнными запасами угля всех типов. Суммарные резервы угля в США оценивались в 3,6 трлн т, в том числе, пригодных для добычи современными методами — 461 млрд т. По запасам урановых руд США в 1999 году входили в первую восьмёрку в мире (после Австралии, ЮАР, Канады, Бразилии, России, Казахстана и Намибии). По запасам железных руд США занимают первое место на Американском континенте (1999 г.). По запасам и ресурсам бериллиевых руд США входит в 5 ведущих стран мира (по запасам — 1-е место, 1999 г.). США занимают пятое место в мире (после Китая, Казахстана, Канады и России, 1999) по запасам вольфрамовых руд. По российским источникам США по запасам золотых руд занимают второе место в западном мире после ЮАР (1999 г.) и третье в мире (после ЮАР и России). Горным бюро и Геологической службой США база запасов золота оценивается несколько иначе: ЮАР — в 38 тыс. т, США — в 6 тыс. т, Австралии — в 4.7 тыс. т, Канады и России — по 3.5 тыс. т, мировая база — 72 тыс. т. По данным этого же источника, по запасам золота США занимают пятое место в мире; сравнительная картина такова: ЮАР — до 60 тыс. т, Россия — более 25 тыс. т, Китай и Бразилия — по 7-10 тыс. т в каждой, США — 5—7 тыс. т. По запасам литиевых руд США в 1990-х гг. входили в первую пятёрку стран. По общим и подтверждёнными запасами медных руд США занимают второе место в мире после Чили (2003). По общим и подтверждёнными запасами молибденовых руд США занимают первое место в мире (2003 г.). На 1999 г. общими запасами свинцовых руд США занимают первое место, а по доказанным — 3-е место (после Австралии и Казахстана) в мире. По запасам цинка США вместе с Канадой разделяют 2—3-е место в мире (после Казахстана, 1999 г.). По ресурсам ртути США занимает второе место на Американском континенте (после Мексики, 1999 г.). По запасам серебряных руд США занимают второе место в мире (после Польши, 2000 г.). США обладают крупнейшими ресурсами P2O5 (23.7 % мировых). По запасам барита США занимают третье место в мире (после Казахстана и Китая, 1999 г.).
На рубеже XX—XXI веков горная промышленность США занимает ведущее место в мире. В стране добывается свыше 100 видов полезных ископаемых, в частности уголь, нефть, газ, руды железа, свинца, меди, ванадия, сурьмы, молибдена, урана, цинка, вольфрама, золота и серебра, а также сера, калий, известняк, песок, гравий и др. Импортируются бокситы, глинозём, кадмий, хромит, кобальт, марганец, ртуть, никель, платина, олово, титан и др. Несмотря на это, доля добывающей отрасли в ВВП США сравнительно невелика — в конце XX в. 1,3—1,5 %. Доля импорта минеральной продукции в США в 1975—2000 годах росла и в 2000 г. в денежном выражении составляла $70 млрд США обеспечены своим промышленным сырьём и топливом на ~ 67 % (для сравнения ФРГ — на 30 %, Франция — 25 %, Япония — 5 %, Италия — 1 %). С целью консервации собственных ресурсов США импортируют нефть, железную и медную руду, цинк, калий, соединения цезия, ниобия, корунд, натуральные технические и ювелирные алмазы, листовую слюду, стронций, таллий, торий, иттрий, а также бокситы и глинозём, кобальт, плавиковый шпат, марганец, металлы платиновой группы, тантал. При этом важное место отводится созданию и поддержанию на необходимом уровне стратегических запасов.
Американский город Денвер (штат Колорадо) является крупным международным центром базирования горных компаний. Здесь находятся штаб-квартиры более 50 крупных добывающих компаний.
В конце XX века объём добычи минерального сырья и производства продукции горно-металлургической промышленности имел положительную динамику, составив в 1998 году $415 млрд. Из них негорючих полезных ископаемых $40,5 млрд, в том числе рудных $10,6 млрд (снижение), неметаллических — $29,5 млрд (увеличение), угля и углеводородов — $84,26 млрд (снижение). Импорт минерального сырья и продукции горно-металлургической отрасли в том же 1998 году составил $60 млрд, экспорт — $32 млрд. Добыча нефти в США в 2000 году составил 277 200 000 т, 2002 — 330 млн т. Потребности в нефти — 1 млрд т. Импорт нефти в США растёт и на 2003 год составил 10 млн барр / день.
Подготовка горно-геологических кадров проводится на горных, горно-металлургических и горно-строительных факультетах 14 университетов, в частности: Кентуккийского (с 1865), Иллинойсского (1867), Огайского (1870), Вашингтонского (1892), Айдахского (1917) и других, а также в 4 политехнических институтах: Горного дела и технологий штата Нью-Мексико (Сокорро, 1898), Мичиганском технологическом (Хотон, 1885), Технологическом штата Джорджия (Атланта, 1888) и Политехническом штата Виргиния (Блэкберд, 1880).